# Veneno (canción de Anitta)
«Veneno» es una canción de la cantante brasileña Anitta de su EP, Solo. Fue lanzado como el sencillo principal del EP el 9 de noviembre de 2018 a través de Warner Music Brasil. Fue escrita por Anitta, Tainy, Eduardo Vargas y Camilo Echeverry,  y producido por Tainy y Dynell.

## Antecedentes y lanzamiento
El 20 de junio de 2018, con el lanzamiento de la nueva plataforma de videos de Instagram, Anitta anunció que comenzaría a promocionar su próximo sencillo mostrando el proceso de elegir un sencillo usando el formato de una serie web.  Anitta estaba en duda entre las pistas inéditas «Medicina» y «Veneno» para lanzar como el sencillo de seguimiento de «Indecente». Se lanzaron un total de 8 capítulos para la serie web, que mostró estrategias de mercadotecnia, la realización de los videoclips de «Medicina» y «Veneno», entrevistas con los escritores y productores de ambos temas y una votación que incluyó a ejecutivos de Warner Music, tanto del equipo brasileño como internacional de Anitta, al igual que otros artistas como Alesso, Lele Pons y Rudy Mancuso. «Medicina» fue finalmente elegida para ser lanzada como sencillo el 20 de julio de 2018. Anitta luego confirmó que quería que «Veneno» fuera lanzado antes que «Medicina», pero aseguró que el primero sería lanzado en un momento posterior porque le encanta la canción y «el video era demasiado caro».
En octubre de 2018, mientras Billboard la entrevistaba en la alfombra roja de los MTV Europe Music Awards 2018, Anitta anunció el lanzamiento de un EP que contendría canciones en inglés, español y portugués y que se lanzaría el 9 de noviembre de 2018. Posteriormente se reveló que el EP se titularía Solo y que incluiría «Veneno», una pista en inglés producida por Pharrell Williams titulada «Goals» y la canción portuguesa «Não Perco Meu Tempo». Tras el lanzamiento de la EP, Anitta lanzó «Veneno» y "Não Perco Meu Tempo» como sencillos simultáneamente, aunque que el primero estaba dirigido al mercado latino/español y el último al mercado brasileño.

## Video musical
El videoclip de «Veneno» fue dirigido por João Papa y lanzado junto con los videos de «Goals» y "Não Perco Meu Tempo" el 9 de noviembre de 2018, el mismo día que se lanzó la EP Solo en servicios de streaming y tiendas en línea. El video muestra a Anitta actuando entre serpientes y, según Billboard , el video «tiene escenas poderosas» y «representa cuán chica mala [Anitta] puede ser».

## Posicionamiento en listas
| Listas (2018)                             | Mejor posición |
| ----------------------------------------- | -------------- |
| Argentina (Billboard Argentina Hot 100)   | 96             |
| Colombia (National Report)                | 24             |
| México (Billboard Mexico Español Airplay) | 18             |
| Portugal (AFP)                            | 19             |

| Listas (2018)             | Mejor posición |
| ------------------------- | -------------- |
| Brasil (Top 50 Streaming) | 96             |

| Listas (2019)  | Posición |
| -------------- | -------- |
| Portugal (AFP) | 146      |

| Listas (2020)  | Posición |
| -------------- | -------- |
| Portugal (AFP) | 1027     |

## Certificaciones
| País           | Organismo certificador | Certificación | Ventas certificadas | Ref    |
| -------------- | ---------------------- | ------------- | ------------------- | ------ |
| Estados Unidos | RIAA                   | Oro (Latino)  | 30 000              | [ 17 ] |
| Portugal       | AFP                    | Oro           | 5 000               | [ 18 ] |